# NGC 1721
NGC 1721 este o galaxie lenticulară situată în constelația Eridanul. A fost descoperită în 10 noiembrie 1885 de către Edward Emerson Barnard. Se află la o distanță de 60,54 de megaparseci de Pământ.